# Minnesota Timberwolves 1989-1990
La stagione 1989-90 dei Minnesota Timberwolves fu la 1ª nella NBA per la franchigia.
I Minnesota Timberwolves arrivarono sesti nella Midwest Division della Western Conference con un record di 22-60, non qualificandosi per i play-off.

## Roster
| N° | Naz.                   | Ruolo | Sportivo        | Anno | Alt. | Peso |
| -- | ---------------------- | ----- | --------------- | ---- | ---- | ---- |
| 1  | Stati Uniti (bandiera) | GA    | Adrian Branch   | 1963 | 201  | 84   |
| 2  | Stati Uniti (bandiera) | AC    | Brad Sellers    | 1962 | 213  | 95   |
| 3  | Stati Uniti (bandiera) | A     | Scott Roth      | 1963 | 203  | 96   |
| 4  | Stati Uniti (bandiera) | AC    | Tod Murphy      | 1963 | 206  | 100  |
| 5  | Stati Uniti (bandiera) | GA    | Doug West       | 1967 | 198  | 91   |
| 15 | Stati Uniti (bandiera) | A     | Donald Royal    | 1966 | 203  | 95   |
| 19 | Stati Uniti (bandiera) | GA    | Tony Campbell   | 1962 | 201  | 98   |
| 23 | Stati Uniti (bandiera) | GA    | Tyrone Corbin   | 1962 | 198  | 95   |
| 24 | Stati Uniti (bandiera) | G     | Pooh Richardson | 1966 | 185  | 82   |
| 33 | Stati Uniti (bandiera) | AC    | Steve Johnson   | 1957 | 208  | 107  |
| 35 | Stati Uniti (bandiera) | G     | Sidney Lowe     | 1960 | 183  | 88   |
| 42 | Stati Uniti (bandiera) | A     | Sam Mitchell    | 1963 | 198  | 95   |
| 45 | Stati Uniti (bandiera) | C     | Randy Breuer    | 1960 | 221  | 104  |
| 52 | Stati Uniti (bandiera) | C     | Gary Leonard    | 1967 | 216  | 113  |
| 54 | Stati Uniti (bandiera) | AC    | Brad Lohaus     | 1964 | 211  | 104  |

## Staff tecnico
- Allenatore: Bill Musselman
- Vice-allenatori: Tom Thibodeau, Bob Zuffelato